# NGC 7751
NGC 7751 (другие обозначения — PGC 72381, UGC 12778, MCG 1-60-35, ZWG 407.57, IRAS23444+0635) — галактика в созвездии Рыбы.
Этот объект входит в число перечисленных в оригинальной редакции «Нового общего каталога».